# 1994 en Algérie
Chronologie de l’Algérie
- 1990
- 1991
- 1992
- 1993
- 1994
- 1995
- 1996
- 1997
- 1998

Cet article présente les faits marquants de l'année 1994 en Algérie ou relatifs à l'Algérie; datation selon le calendrier grégorien.

## Événements
- Près de 30 000 personnes tuées depuis la démission du président Chadli en 1992.
- 30 janvier : nomination par le Haut Comité d'État du général Liamine Zeroual comme Président de la République Algérienne.

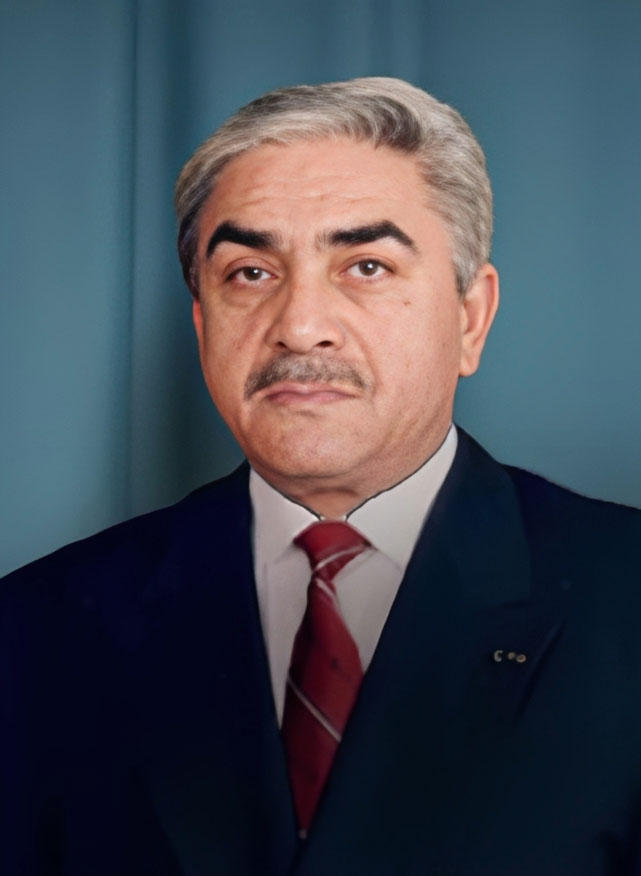
Liamine Zéroual.

- 10 mars : évasion d'un millier de détenus islamistes de la prison de Tazoult.
- 12 mars : opération de ratissage de l'armée dans les régions de Batna et de Médéa. Bombardements aériens des maquis environnants qui se traduisent par la mort d'une centaine de civils et de maquisards.
- 21 mars : 
  - rappel de 50 000 réservistes pour renforcer les effectifs de l'armée.
  - Attentat contre L'Hebdo libéré; attaque terroriste islamiste perpétrée contre l'hebdomadaire indépendant L'Hebdo libéré à Alger. C'est le premier attentat contre un journal pendant la décennie noire.
- Avril : dévaluation du dinar de 40 %. Rééchelonnement de la dette algérienne par le FMI.
- Juin : création de la première milice civile contre les islamistes dans la région de Bouira.
- Juillet : création de l'Armée Islamique du Salut, bras armé du FIS dissous.
- 11 juillet : crédit français de 6 milliards de francs.
- 3 août : attentat d'Aïn Allah; qui a eu lieu dans la cité d'Aïn Allah à Dely Ibrahim contre du personnel diplomatique français.
- 22 septembre : plus de 200 écoles brûlées par des groupes armés sur l'ensemble du territoire algérien.
- 25 septembre : enlèvement du chanteur berbère Matoub Lounès. Il sera libéré quelques jours après.
- 29 septembre : assassinat du chanteur Cheb Hasni.
- 31 octobre : échec des négociations avec les partis d'opposition. Annonce par le président Zéroual d'élections présidentielles en 1995.
- 1er novembre : une bombe explose dans un cimetière, tuant 5 jeunes scouts. L'attentat est retransmis en direct à la télévision.
- 13 novembre : mutinerie à la prison de Berrouaghia, réprimée par la Gendarmerie nationale. 50 détenus tués.
- 24 décembre : détournement par le GIA d'un Airbus d'Air France[1]. 3 passagers sont tués. Autorisé par le gouvernement d'Alger à rejoindre la France, l'avion sera pris d'assaut par le GIGN, qui neutralisera les 4 pirates de l'air.

## Sports

### Athlétisme
- Championnats d'Afrique juniors d'athlétisme 1994

### Basket-ball
- Coupe d'Algérie de basket-ball 1993-1994

### Football
- Équipe d'Algérie de football en 1994
- Championnat d'Algérie de football 1993-1994
- Championnat d'Algérie de football 1994-1995
- Championnat d'Algérie de football de deuxième division 1993-1994
- Championnat d'Algérie de football de deuxième division 1994-1995
- Coupe d'Algérie de football 1993-1994
- Coupe d'Algérie de football 1994-1995
- Saison 1993-1994 de l'USM Blida
- Saison 1994-1995 de l'USM Blida

## Culture

### Cinéma
- Bab El-Oued City, film algéro-français (également coproduction germano-suisse) réalisé par Merzak Allouache, sorti en 1994.
- Carnaval fi Dachra, film de comédie algérien réalisé par Mohamed Oukassi, présenté au public 1994. L'œuvre est une fiction fondée sur des faits comiques et émouvants du personnage Makhlouf Bombardier. La langue populaire (derja) a caractérisé le film.

## Naissances en 1994
- Naissance en Algérie en 1994

## Décès en 1994
- Décès en Algérie en 1994